# 樹海 (樂團)
樹海（じゅかい），日本音乐组合。所属唱片公司为GENEON。所属事务所为SISTUS RECORDS。

## 简介
團名「樹海」由來於主唱暨作詞愛未所作歌詞的世界觀，以及歌聲的苦悶感、力道、以及神秘性等印象，正符合「樹海」的形象，所以以此為團名。
2004年夏季組成，以大阪府為中心開始音樂活動。2006年以首張單曲正式出道。
2008年夏季，樂團主唱愛未開始以Aimmy名義，開始以獨立歌手身份活動（與樂團活動并行）。
2009年六月，樹海宣布再度展開活動。
2012年，愛未稱會以獨立歌手「渡邊愛未」名義活動。

## 成员
- 愛未（Manami）

主唱・作詞
本名：渡邊愛未（わたなべ まなみ，Watanabe Manami）
1986年12月28日，於大阪府出生，血型：A型
詳細請參看Aimmy
- 出羽良彰（でわ よしあき，Dewa Yosiaki）

作曲・編曲・製作
1984年2月26日，於大阪府出生，血型：O型

## 大事記
- 2006年3月15日，首張單曲「あなたがいた森」發行。
- 2006年7月26日，第二張單曲「恋人同士」發行。
- 2006年11月1日，第三張單曲「ホシアカリ」發行。
- 2006年11月22日，專輯「Wild flower」發行（性質同精選集）。
- 2007年4月25日，第四張單曲「咲かせてはいけない花」發行。
- 2007年7月28日，受邀參與日本音樂產業文化振興團與日本國際交流基金北京事務所主辦，日本駐中國大使館支持的「北京動畫音樂鑒賞會」——牧野由依，樹海音樂會曁歌迷見面會（聲優，歌手牧野由依同場參加，小型演唱會性質），受到在場觀眾熱烈支持。
- 2007年9月12日，第五張單曲「こもりうた／ヒメゴト」發行。
- 2007年11月28日，第六張單曲「愛の星／ハナムケのメロディー」發行。
- 2007年12月12日，第二張專輯「harvest」發行。

## 音乐作品

### 单曲
1. （2006年3月15日發售／GNCX-0002）
  - 千葉電視台UHF6局放送動畫「Fate/stay night」片尾曲。
2. （2006年7月26日發售／GNCX-0004）
  - 恋人同士：TBS・MBS動畫「幸運女神第二季」第二期片尾曲(ED2)
  - 勿忘草：（富士電視台「第31回 富士登山駅伝」片尾曲）
3. 星光（2006年11月1日發售／GNCX-0006）
  - 東京電視台動畫「武裝鍊金」第一期片尾曲(ED1)
4. （2007年4月25日發售／GNCX-0008）
  - 岩手縣電視台制作UHF31局節目「Break Point!」片頭曲、朝日放送女性節目片尾曲。
5. （2007年9月12日發售／GNCX-0010）
  - ：朝日電視台系電視節目「恋愛百景」片尾曲。
  - ：GENEON制作・發售電影「真・女立喰師列傳」主題歌。
6. 愛之星/餞別的旋律(愛の星/ハナムケのメロディー)（2007年11月28日發售／GNCX-0012）
  - 收錄紀念連載20周年的《幸運女神》TV特別篇《幸運女神 戰鬥之翼》片頭曲/片尾曲。
  - 愛之星(愛の星)為《幸運女神 戰鬥之翼》片頭曲。
  - 餞別的旋律(ハナムケのメロディー)為《幸運女神 戰鬥之翼》片尾曲。

### 專輯
1. Wild flower（2006年11月22日發售／GNCX-1001）
  - 收錄：千葉電視台UHF6局放送動畫「Fate/stay night」第14集片尾曲。
2. harvest（2007年12月12日發售／GNCX-1003）
  - 初回限定版DVD：收錄「恋人同士」「星光」「(Fate/stay night version)」MV。
3. Jyukai BEST ～Stairway to the future～（2010年1月20日發售／GNCX-1009）
  - 首张精选集，收錄多首動畫主題曲。

### 參與作品
1. 電影：真・女立喰師列传（2007年10月14日預定發售／GNCL-1141）
  - 孤城之月（電影：真・女立喰師列传片尾曲）

## 电台节目

### 已完结节目
- 田井中彩智&樹海主唱愛未的"海のサチ"（文化放送、2006年12月23日・12月30日）

与同公司女歌手田井中彩智共同出演的在2周之间的特别节目。
- お気楽ラヂオ（ミュージックバード、2006年9月30日）

与田井中彩智共同出演。
- Sistus Flavor ～樹海的mystic★mystic～（大阪電台、2006年10月18日 - 2007年3月28日）
- 樹海★愛未的"睡衣Party"（大阪電台､ 2007年10月6日 - 2008年3月29日）

### 播出中的节目
- 树海的Forest Room（仙台电台、2007年4月7日 - ）
- 田井中彩智 愛未的 Lady!Ready!?Radio（大阪电台､ 2008年4月5日 - ）

与田井中彩智共同出演。

## 电影
- 2007年：真・女立喰師列传（爱未参与演出）

## 关联项目
- Aimmy